# Allie Morrison
Allie Morrison   (Marshalltown, 29 de juny de 1904 - Omaha, 18 d'abril de 1966) va ser un lluitador estatunidenc, especialista la lluita lliure, que va competir durant la dècada de 1920.
El 1928 va prendre part en els Jocs Olímpics d'Amsterdam, on guanyà la medalla d'or en la categoria del pes ploma del programa de lluita lliure.
En el seu palmarès també destaquen tres campionats nacionals de l'AAU, 1926, 1927 i 1928. El 2 de març de 1929 es va trencar algunes de les vèrtebres del coll durant un combat de lluita, cosa que l'obligà a retirar-se de la competició davant el perill que la lesió anés a pitjor. El 1930 es va graduar per la Universitat d'Illinois en anglès i educació física i va començar a fer d'entrenador de lluita lliure i futbol americà. Aquesta carrera va ser interrompuda per la Segona Guerra Mundial, durant la qual va servir a la Marina dels Estats Units.